# Prunedale
Prunedale és una concentració de població designada pel cens dels Estats Units a l'estat de Califòrnia. Segons el cens del 2000 tenia 16.432 habitants.

## Demografia
Segons el cens del 2000, Prunedale tenia 16.432 habitants, 5.440 habitatges, i 4.292 famílies. La densitat de població era de 137,6 habitants/km².
Dels 5.440 habitatges en un 34,5% hi vivien nens de menys de 18 anys, en un 66,1% hi vivien parelles casades, en un 8,3% dones solteres, i en un 21,1% no eren unitats familiars. En el 15,5% dels habitatges hi vivien persones soles el 5,3% de les quals corresponia a persones de 65 anys o més que vivien soles. El nombre mitjà de persones vivint en cada habitatge era de 3,01 i el nombre mitjà de persones que vivien en cada família era de 3,33.
Per edats la població es repartia de la següent manera: un 26,2% tenia menys de 18 anys, un 7,7% entre 18 i 24, un 27,4% entre 25 i 44, un 28,7% de 45 a 60 i un 10% 65 anys o més.
L'edat mediana era de 39 anys. Per cada 100 dones de 18 o més anys hi havia 101,4 homes.
La renda mediana per habitatge era de 62.963 $ i la renda mediana per família de 69.341 $. Els homes tenien una renda mediana de 48.863 $ mentre que les dones 34.542 $. La renda per capita de la població era de 24.318 $. Entorn del 6% de les famílies i el 7,9% de la població estaven per davall del llindar de pobresa.

## Poblacions més properes
El següent diagrama mostra les poblacions més properes.